# Il generale Della Rovere
Il generale Della Rovere is een Italiaanse dramafilm uit 1959 onder regie van Roberto Rossellini. De scenario is gebaseerd op de gelijknamige roman van de Italiaanse auteur Indro Montanelli. Rossellini won met deze film de Gouden Leeuw op het Filmfestival van Venetië.

## Verhaal
Emanuele Bardoni is een bedrieger die zich tijdens de oorlog in Genua voordoet als een Italiaanse kolonel. Op die manier licht hij goedgelovige familieleden op van Italianen die door de Duitsers krijgsgevangen zijn gemaakt. Als hij zelf wordt gearresteerd door de Gestapo, gooien die het op een akkoordje met hem. Hij wordt niet gedood, mits hij zich in de gevangenis voordoet als generaal Della Rovere, een verzetsstrijder die de nazi's hebben omgebracht.

## Rolverdeling
| Acteur             | Personage          |
| ------------------ | ------------------ |
| Vittorio De Sica   | Emanuele Bardoni   |
| Hannes Messemer    | Kolonel Müller     |
| Vittorio Caprioli  | Aristide Banchelli |
| Giovanna Ralli     | Valeria            |
| Sandra Milo        | Olga               |
| Franco Interlenghi | Partizaan          |
| Herbert Fischer    | Duits sergeant     |
| Anne Vernon        | Clara Fassio       |